# Хавана (филм)
„Хавана“ (на английски: Havana) е американски драматичен филм от 1990 г. на режисьора Сидни Полак, по сценарий на Джудит Раско и Дейвид Рейфийл, и участват Робърт Редфорд, Лена Олин, Алън Аркин и Раул Хулия. Музиката е композирана от Дейв Грусин.